# Plymouth Arrow Truck
Plymouth Arrow Truck – samochód osobowo-dostawczy typu pickup klasy średniej produkowany pod amerykańską marką Plymouth w latach 1979 – 1982.

## Historia i opis modelu

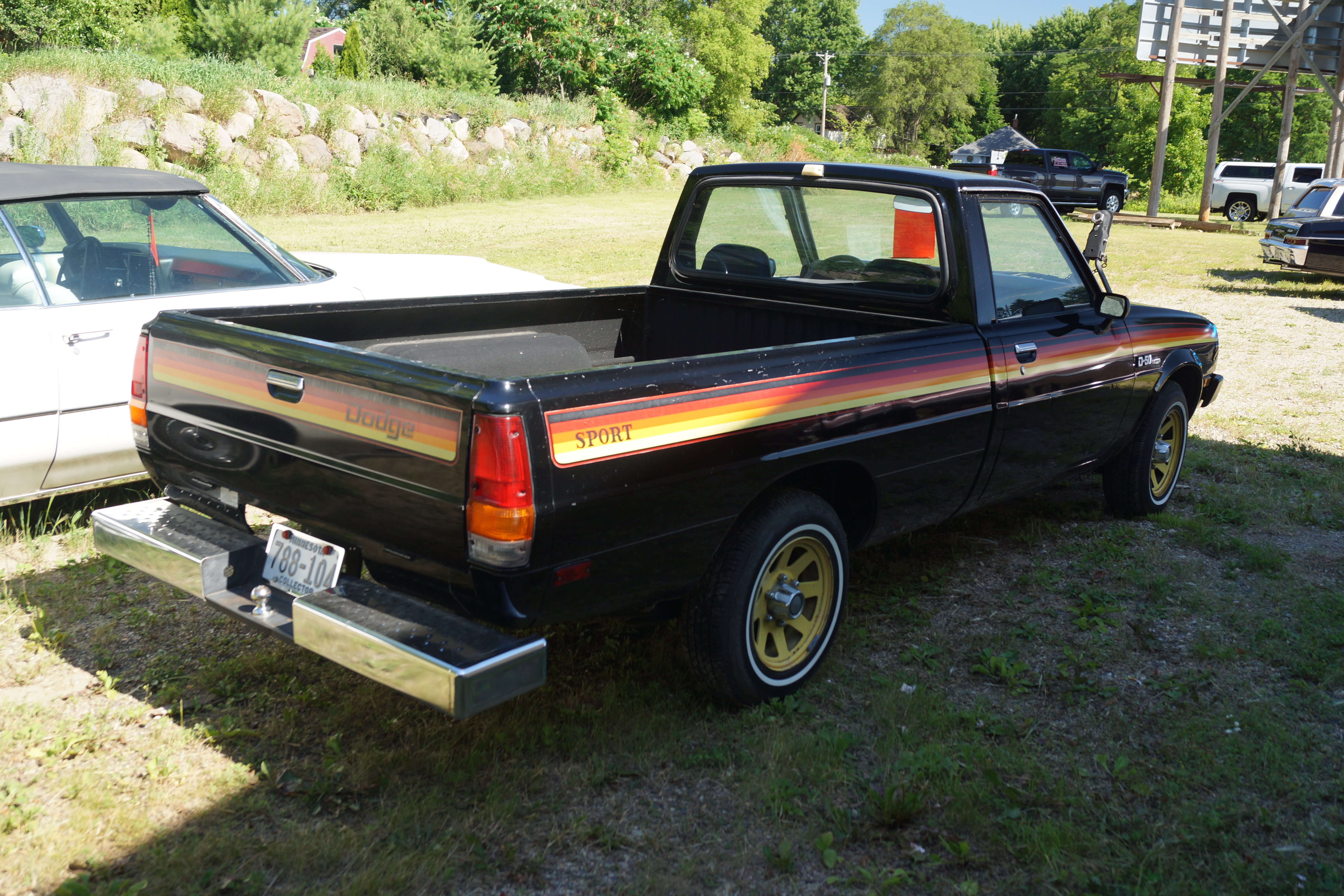
Plymouth Arrow Truck - tył

W 1979 roku koncern Chrysler w ramach współpracy z japońskim Mitsubishi zdecydował się poszerzyć ofertę swoich trzech marek o średniej wielkości pickupa będącego bliźniaczą odmianą modelu Mitsubishi Mighty Max. W Australii był to model Chrysler D-50, a w Ameryce Północnej modele Dodge i Plymoutha.

### Sprzedaż
Wariant Plymoutha otrzymał nazwę Arrow Truck i oferowany był równolegle z Dodge Ram 50 jedynie przez pierwsze 3 lata jego produkcji. W 1982 roku zdecydowano się wycofać ten model ze sprzedaży bez następcy.

### Silniki
- L4 1.6l 4G32
- L4 2.0l 4G53
- L4 2.0l 4G3B
- L4 2.3l 4G32
- L4 2.5l 4D55
- L4 2.6l 4G54